# Canone interpretativo
Il canone interpretativo è una regola del ragionamento giuridico che si applica nell'attività di interpretazione delle norme giuridiche.
Spesso i canoni interpretativi sono racchiusi in brocardi, locuzioni latine che la scienza giuridica ha elaborato e tramandato nella storia del diritto. La forma del brocardo infatti favorisce la memorizzazione della regola e dunque il suo insegnamento.
Per fare un esempio di canone interpretativo, si pensi al principio di non contraddizione, in base al quale l'interpretazione di norme giuridiche deve essere tale da non pregiudicare l'efficacia e la validità delle altre norme giuridiche dell'ordinamento, in quanto il legislatore non può essersi contraddetto nell'adozione di norme apparentemente divergenti.
Altro esempio celebre di canone interpretativo è il principio in claris non fit interpretatio, in base al quale non vi è necessità di alcuna interpretazione quando il testo della norma giuridica non lascia alcun dubbio (regola dell'atto chiaro).